# Černouhelné doly ve Valonsku
Černouhelné doly ve Valonsku je souhrnný název pro čtyři bývalé černouhelné doly ve valonské části Belgie, které společně ilustrují těžařskou historii (19. a 20. století) tohoto regionu a které jsou od roku 2012 součástí světového kulturního dědictví UNESCO. Tři z nich se nacházejí v okolí města Charleroi v provincii Henegavsko, čtvrtý je lokalizován ve východní části země u města Lutych. 

## Přehled lokalit
- Grand Hornu: areál vznikl mezi roky 1810 a 1830 v neoklasicistickém stylu; nyní patří k nejlepším architektonickým pozůstatkům průmyslové éry a zahrnuje jedno z nejstarších sídlišť na světě (rezidenční budovy, škola, nemocnice).
- Bois du Luc: byl vystavěn mezi roky 1838 a 1853 (včetně přilehlé dělnické kolonie), v provozu byl až do 1973. Zatímco dělnické městečko je stále obývané a zachovalé, hlavní uhelný důl byl přeměněn na muzeum.
- Bois du Cazier: těžba zde byla zahájena v roce 1822, k uzavření dolu došlo v roce 1967. 8. srpna 1956 byl důl v Bois du Cazier dějištěm důlního neštěstí, při kterém zahynulo 262 horníků.
- Blegny: důl byl uzavřen v roce 1980, nyní slouží jako muzeum. V rámci prohlídky je možné sestoupit do hloubky 30 až 60 metrů pod povrch terénu.

## Fotogalerie

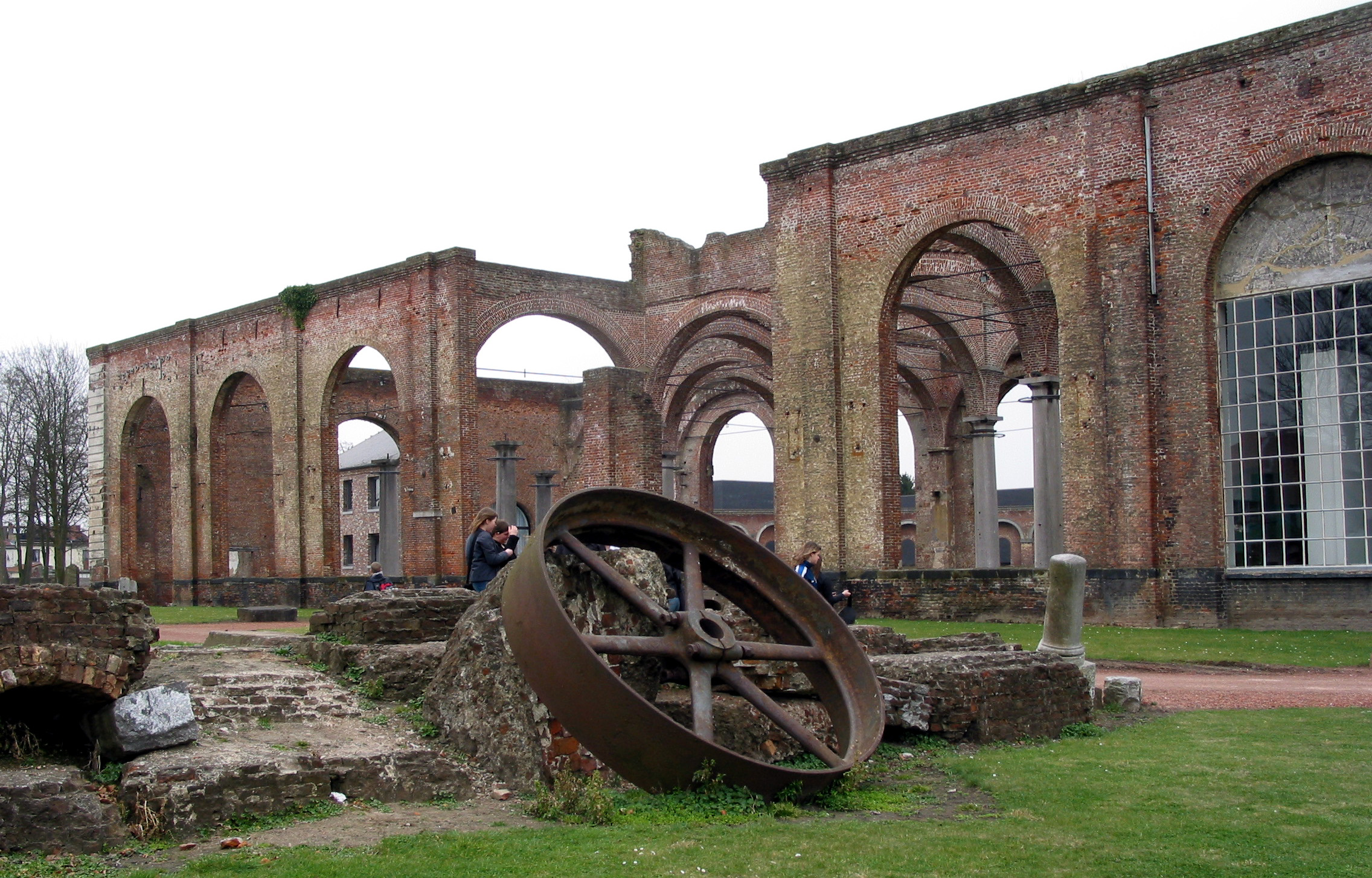
Le Grand-Hornu
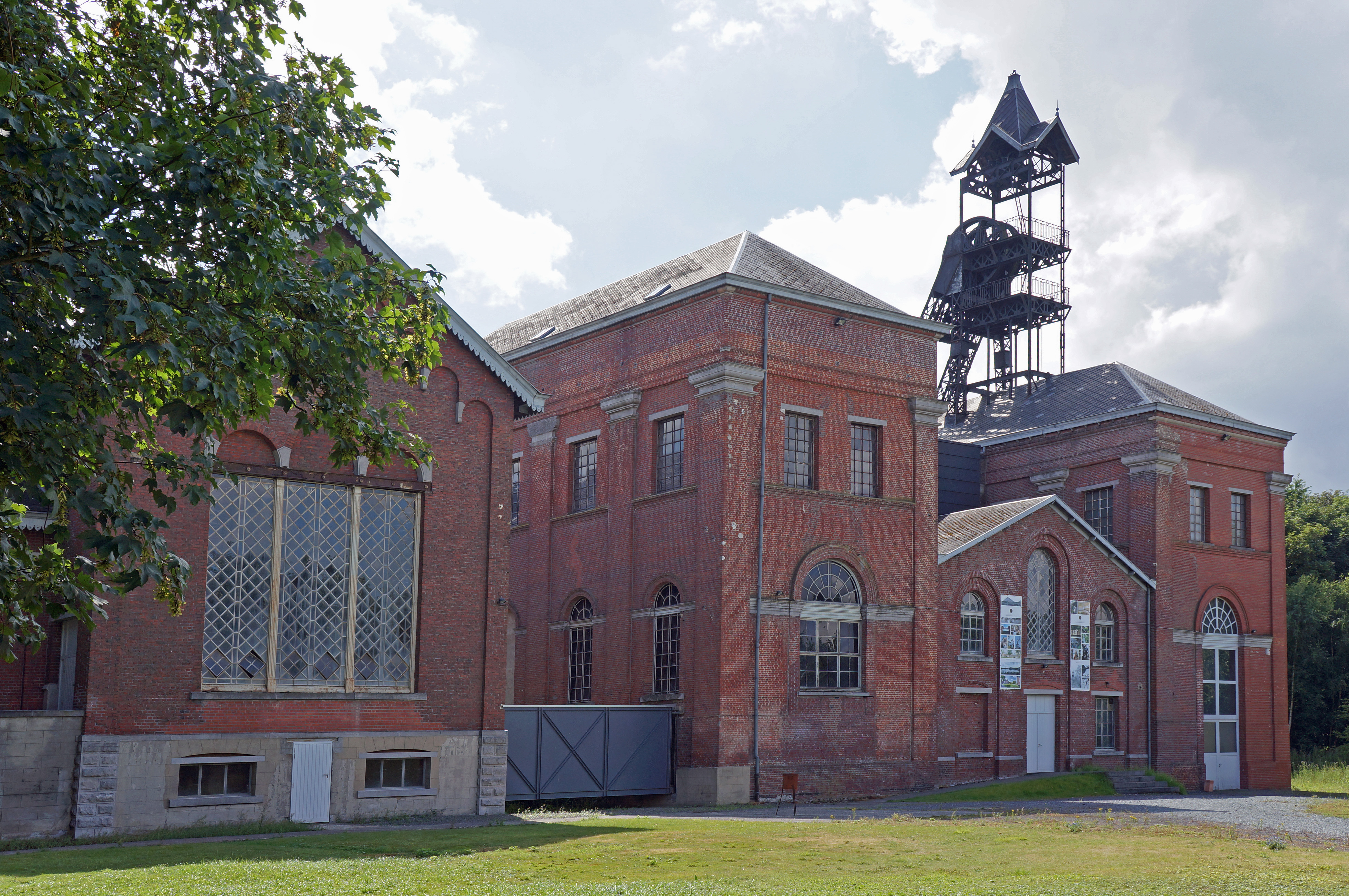
Bois du Luc
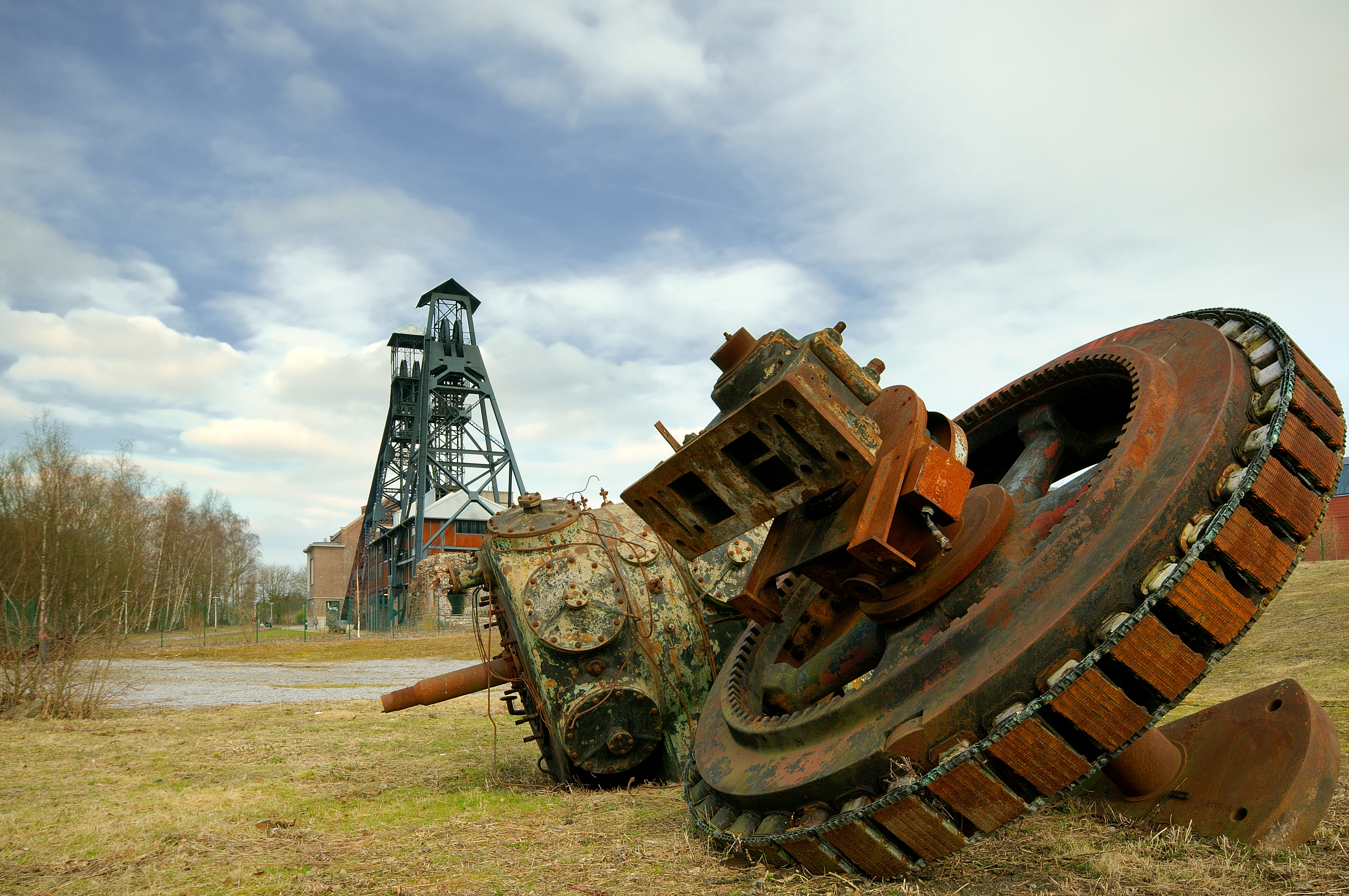
Bois du Cazier
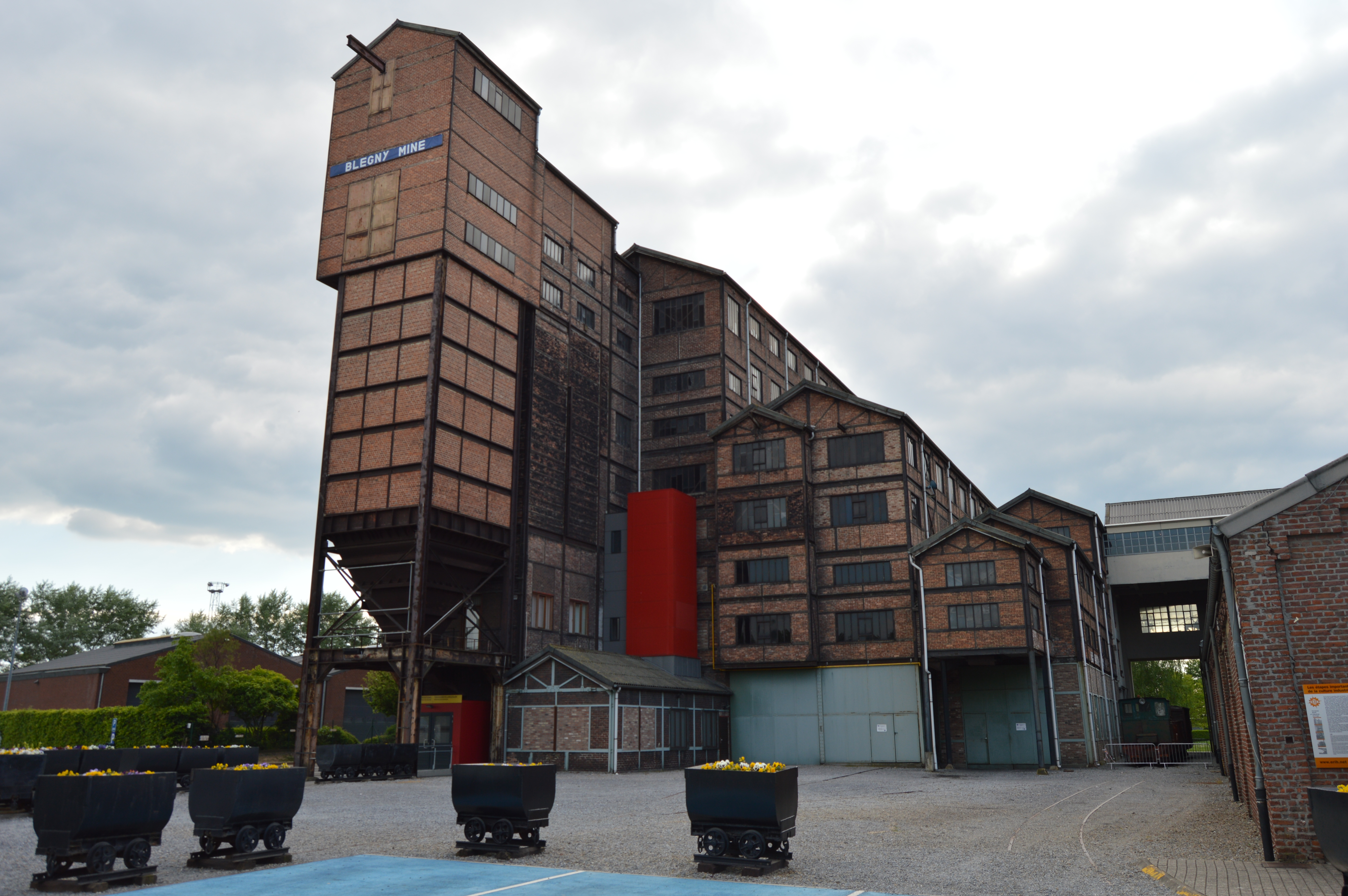
Blegny